# Incendio del Cinema Rex
El incendio del Cinema Rex (en persa: آتش سوزی سینما رکس) aconteció el 19 de agosto de 1978, cuando el Cinema Rex en Abadán, Irán, comenzó a arder, matando a por lo menos 420 personas. El evento empezó cuando un grupo de hombres cerraron las puertas y rociaron el lugar con gasolina antes de prenderle fuego.
El gobierno iraní de la época aseguró que un grupo de militantes islámicos fueron responsables por el fuego, mientras que los manifestantes anti-Sah culparon al servicio de inteligencia de la nación, SAVAK por provocar el incendio.

## El incendio
El 19 de agosto de 1978 en el Cinema Rex en la ciudad de Abadán, cientos de personas miraban la película iraní Gavaznha, cuando, a las 20:21, cuatro hombres cerraron las puertas del cine y lo rociaron con gasolina contenida en una lata. El fuego comenzó afuera de las tres puertas de entrada al salón principal después de que los atacantes arrojaron un fósforo a la gasolina. Los atacantes huyeron y bloquearon las puertas desde el exterior. Algunas personas intentaron escapar por el techo. Ninguno de los tres camiones cisterna enviados por el departamento de bomberos tenía agua y el departamento de policía, a solo 100 metros de distancia, no respondió de manera oportuna.

## Número de muertos
Existe especulación sobre el número real de víctimas durante el incendio. Algunos de los números citados por las fuentes incluyen 377, 410, 430, 422, e incluso más de 800. Un informe de Amnistía Internacional de 1980 indica que hubo 438 víctimas, incluidas personas que fueron juzgadas y ejecutadas injustamente después del incendio.
Daniel Byman de The Washington Post dijo en 2007 que el incendio fue "el segundo ataque terrorista más letal en la historia moderna", después de los atentados del 11 de septiembre de 2001. Fue superado posteriormente por los atentados de Kahtaniya en 2007 en Irak, que causaron la muerte de 796 personas.

## Motivos y responsabilidad

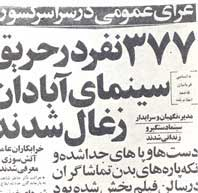
Titulares de prensa tras el atentado.

Ha habido numerosas acusaciones en el pasado sobre las circunstancias que rodearon el incendio del Cinema Rex, sin embargo, es indudable que fue un evento clave en el surgimiento de la revolución iraní en 1978. Inicialmente, los revolucionarios alegaron que agentes de inteligencia de SAVAK estaban persiguiendo a personas que se habían escondido en el cine y lo usaron como una oportunidad para desaparecer en la multitud. Más tarde, los fugitivos o los agentes de SAVAK que los perseguían decidieron cerrar las puertas del cine. Incapaces de escapar del edificio, todos los que estaban dentro del cine murieron como resultado de la conflagración. El periódico iraní Sobhe Emruz culpó a los islamistas radicales en un editorial, "No nos hagan revelar quién estaba realmente detrás del incendio de Cinema Rex", dijeron. Esto causó que el periódico se cerrara poco después.

## Seguimiento del caso tras la Revolución Islámica
Según IranRights.org, con sede en Washington, las familias de las víctimas siguieron el caso y el recién establecido gobierno revolucionario iraní arrestó al capitán Monir Taheri. El Tribunal Revolucionario de Rudsar demostró que el Capitán Taheri había recibido entrenamiento guerrillero en los Estados Unidos, mientras que la defensa sostenía que Taheri nunca había visitado Abadán, señalando que estaba en Ahvaz en el momento del incendio. El tribunal revolucionario encontró a Taheri "culpable" y lo ejecutó poco después el 23 de febrero de 1979.
De acuerdo con IranRights.org con sede en Washington:

El día después de la ejecución del capitán Taheri, su familia aseguró que era inocente en una carta abierta publicada en la prensa e hizo un llamado a sus colegas para que se presentaran y testificaran. La carta también refutó la acusación sobre el entrenamiento guerrillero del acusado en los EE. UU. y se refirió al hecho de que nunca había viajado fuera de Irán. La carta refutó el cargo relacionado con el incendio de Cinema Rex y señaló que el capitán Taheri nunca había estado en Abadan y que hay documentos que prueban que en ese momento estaba de vacaciones en otro lugar. La Medalla de Honor, subrayó, le fue dada antes del incendio del cine Rex.